# كاستل دل مونتي
كاستل دل مونتي (Castel del Monte) مبنى شيده ببوليا الإمبراطور فريدريك الثاني في القرن الثالث عشر، في قرية صغيرة من بلدة تحمل الاسم نفسه، بالقرب من سانتا ماريا دل مونتي.
يقع كاستل دل مونتي على تلة في السلسلة الغربية من 540 مترا فوق مستوى سطح البحر أقرب المدن أندريا (18 كم) وروفو دى بوليا وكوراتو (21 كم).
أُدرجت من قبل اليونسكو في قائمة المعالم الوطنية في إيطاليا وفي تراث الإنسانية.